# Doppler-effektus

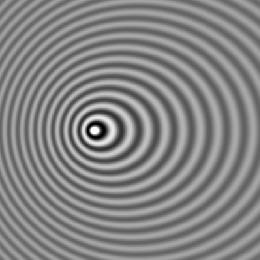
A hullámforrás balra mozog. A frekvencia nagyobb a bal oldalon, és alacsonyabb a jobb oldalon

A Doppler-effektus vagy magyarosabban Doppler-jelenség, esetleg Doppler-hatás a hullám frekvenciájában és ezzel együtt hullámhosszában megjelenő változás, mely amiatt alakul ki, hogy a hullámforrás és a megfigyelő egymáshoz képest mozog. Nevét felfedezőjéről, Christian Dopplerről kapta.
A fénynél a jelenséget vöröseltolódásnak (távolodáskor) illetve kékeltolódásnak (közeledéskor) nevezzük, de a vöröseltolódás (kékeltolódás) oka más is lehet.
Az olyan hullámok esetében, mint a hanghullámok, amelyek valamilyen közegben terjednek, a megfigyelő és a forrás közeghez viszonyított sebességével kell számolni. A teljes Doppler-effektus a két mozgásból eredő hatásból származik. Mindkét hatást külön tárgyaljuk.

## Felfedezése
Az 1830-as évekre a vonatok sebessége elérte az 50 km/h-t. A zajosan elhaladó vonatok hangja folyamatosan megfigyelhető volt.
Christian Doppler osztrák matematikus és fizikus megfigyelte a vonatok elhaladását és észrevette, hogy a hangjuk hirtelen elmélyül, amint a megfigyelő mellett elhaladnak, és gondolkozni kezdett ennek lehetséges magyarázatán. 1843-ra elméletét, vagyis azt, hogy „a frekvencia megváltozik, ha a forrás mozog”, fényre is kiterjesztette, és azt állította, hogy ez magyarázza a távoli kettőscsillagok fényében észlelhető kék és vörös színárnyalatot (az egymás körül keringő és éppen felénk közeledő csillag fénye kékebbnek, a tőlünk távolodó vörösebbnek látszik). Elméletét az Über das farbige Licht der Doppelsterne und einige andere Gestirne des Himmels (A ég kettőscsillagai és pár más csillag színéről) című monográfiájában közölte.
A Cseh Tudományos Társaságnak 1844-ben benyújtott értekezésében Doppler ismertette elméletét, miszerint a megfigyelő felé mozgó tárgy által kibocsátott hang vagy fény összenyomódik, ezáltal frekvenciája magasabb (fény esetén kékebb) lesz. Ennek ellenkezője történik, ha az objektum a megfigyelőtől távolodik: a hang mélyebb, a fény vörösebb lesz. Azt állította, hogy ez megmagyarázza a csillagok fényében gyakran látható vöröses és kékes árnyalatot. Valójában az eltérés olyan kicsi, hogy azt még nem lehetett kimutatni Doppler korában, mert nem álltak rendelkezésre megfelelően érzékeny műszerek (a színek megfigyelt eltérését nem a mozgás, hanem a csillagok ténylegesen eltérő színű fénye okozta). Dopplernek a gyakorlatban is bizonyítania kellett elméletét. Ezt fénnyel nem tudta megtenni, mert nem voltak elég fejlettek a távcsövek és a mérőberendezések. Elhatározta, hogy a hang frekvenciaeltolódását fogja bemutatni és megmérni.
1845-ös híres kísérletében zenészeket ültetett egy vonatra, akiknek az volt a feladatuk, hogy egész idő alatt egyetlen hangmagasságot játsszanak a trombitájukon. Ugyanekkor más zenészek a vonatállomáson helyezkedtek el (akiket kitűnő zenei hallásuk alapján választott ki). Az ő feladatuk az volt, hogy a vonaton utazó zenészek által játszott hang magasságát jegyezzék le, amikor a vonat közeledik és amikor tőlük távolodik. A lejegyzett hangok kicsit magasabbak voltak, amikor a vonat közeledett, és alacsonyabbak, amikor a vonat távolodott, annál a tényleges hangnál, amit a vonaton ülők játszottak. A kísérletet többször megismételték, különböző, de minden alkalommal állandó hangmagasságokkal. A kísérletet úgy is elvégezték, hogy a vonaton és az állomáson is hangszeres zenészek ültek, és ugyanazt a hangot játszották. Az állomáson lévő megfigyelők számára világos volt, hogy a két hang magassága eltér, és egy szabályos lüktetés is észlelhető volt (ez a két hangmagasság különbségéből keletkezik, a jelenség „lebegés” néven ismert – ez a hangszerek összehangolásakor is jelentkezik, a zenészek számára jól ismert dolog).
Ezzel bizonyítást nyert az elmélet, amit Doppler-eltolódásnak neveztek el.
Doppler nem élvezhette a hírnevet, mert 1853-ban meghalt, amikor a tudományos világ kezdte elfogadni és értékelni az elméletét.

A szirénahang frekvenciája aszerint tolódik el, hogy a mentőautó sebességének mekkora a megfigyelő felé mutató összetevője

A francia Hippolyte Fizeau Dopplertől függetlenül felfedezte a jelenséget elektromágneses hullámoknál 1848-ban (néha emiatt „effet Doppler-Fizeau” néven hívják Franciaországban).
Fontos észrevenni, hogy valójában nem változik meg a forrás által kibocsátott hang frekvenciája, csak az észlelő érzékeli így. Hogy megértsük, mi történik valójában, egy hasonlatot írunk le. Valaki egy labdát dob felénk minden másodpercben, mindegyik labda állandó sebességgel közeledik hozzánk. Ha a dobó egy helyben van, akkor másodpercenként kapok egy labdát. Ha viszont mozog felém, akkor gyakrabban, mert egyre közelebbről jönnek a labdák.
Ha a mozgó forrás f0 frekvenciájú hullámot bocsát ki, akkor a közeghez képest álló megfigyelő az alábbi módon meghatározható f frekvenciát észlel:
{\displaystyle f=f_{0}{\frac {c}{c-v}}}
ahol c a hullám sebessége a közegben és v a hullámforrás (radiális) sebessége a közeghez képest (pozitív=közeledő, negatív=távolodó).
Megjegyzés: említsük meg, hogy a forrás mozgása nem változtatja meg a mért hullámsebességet, de a hullámhosszat igen:
{\displaystyle \lambda =\lambda _{0}{\frac {c-v}{c}}}
Hasonló elemzés a mozgó megfigyelőre és álló forrásra a következőt kapjuk (a megfigyelő sebessége a v):
{\displaystyle f=f_{0}{\frac {c+v}{c}}=f_{0}\left(1+{\frac {v}{c}}\right)}
Kiegészítésként említsük meg, hogy a mért hullámhossz nem függ a megfigyelő sebességétől, de a hullámsebesség igen: {\displaystyle c_{m{\acute {e}}rt}=c+v} ha a megfigyelő a forrás felé halad, illetve {\displaystyle c_{m{\acute {e}}rt}=c-v} ha a megfigyelő a távolodik a forrástól):
Általánosan nézve az egydimenziós esetet, legyen a közeghez rögzített koordináta-rendszerben a forrás sebessége vf, a megfigyelőé vm, továbbá legyen n=1 ha a hullámok 'balról' (azaz negatív irányból) érkeznek a megfigyelőhöz és n=−1, ha 'jobbról' (azaz pozitív irányból).
Ekkor a megfigyelő által észlelt hullámsebesség, hullámhossz, periódusidő és frekvencia:
{\displaystyle c'=|c-nv_{m}|}
{\displaystyle \lambda '=T|c-nv_{f}|=\lambda {\frac {|c-nv_{f}|}{c}}}
{\displaystyle T'={\frac {\lambda '}{c'}}=T{\frac {|c-nv_{f}|}{|c-nv_{m}|}}}
{\displaystyle f'={\frac {1}{T'}}=f{\frac {|c-nv_{m}|}{|c-nv_{f}|}}}
Megjegyzés: az abszolút értékre azért van szükség, mert mind a forrás, mind a megfigyelő mozoghat gyorsabban a hullámsebességnél, tehát negatív értékek is előállhatnak.
Különösen érdekes a hullámsebességnél gyorsabban mozgó forrás esete (vf>c, vf>vm vagy vf<-c, vf<vm), ekkor a megfigyelő egyszerre két hullámot érzékel, két különböző frekvenciával:
{\displaystyle f_{1,2}=f_{0}{\frac {|c\pm v_{m}|}{|c\pm v_{f}|}}}
A többdimenziós eset vizsgálatánál jelölje f a forrás és m a megfigyelő helyvektorát (továbbra is feltesszük hogy a forrás és a megfigyelő egyenesvonalú egyenletes mozgást végez, és hogy a forrás frekvenciája állandó).
Először oldjuk meg t-re az alábbi egyenletet:
{\displaystyle |\mathbf {m} -(\mathbf {f} -t\mathbf {v} _{f})|=ct}
Ha található egy (esetleg két) megfelelő t érték, akkor jelölje n a kapott vektor irányába mutató egységvektort:
{\displaystyle \mathbf {n} :={\frac {\mathbf {m} -(\mathbf {f} -t\mathbf {v} _{f})}{|\mathbf {m} -(\mathbf {f} -t\mathbf {v} _{f})|}}}
Az n vektort felhasználva az alábbi képlettel számíthatjuk ki a megfigyelő által észlelt frekvenciát:
{\displaystyle f=f_{0}{\frac {|c-\mathbf {n} \mathbf {v} _{m}|}{|c-\mathbf {n} \mathbf {v} _{f}|}}}
Az első kísérlet, hogy Doppler elképzelését fényre kiterjesszük, nemsokára megszületett Fizeau-tól. Valójában a fénynek nincs szüksége közegre, hogy terjedjen, és a Doppler-effektus értelmezéséhez fény esetén a speciális relativitáselmélet használata szükséges. Lásd relativisztikus Doppler-effektus.

## Alkalmazásai

### A mindennapi életben

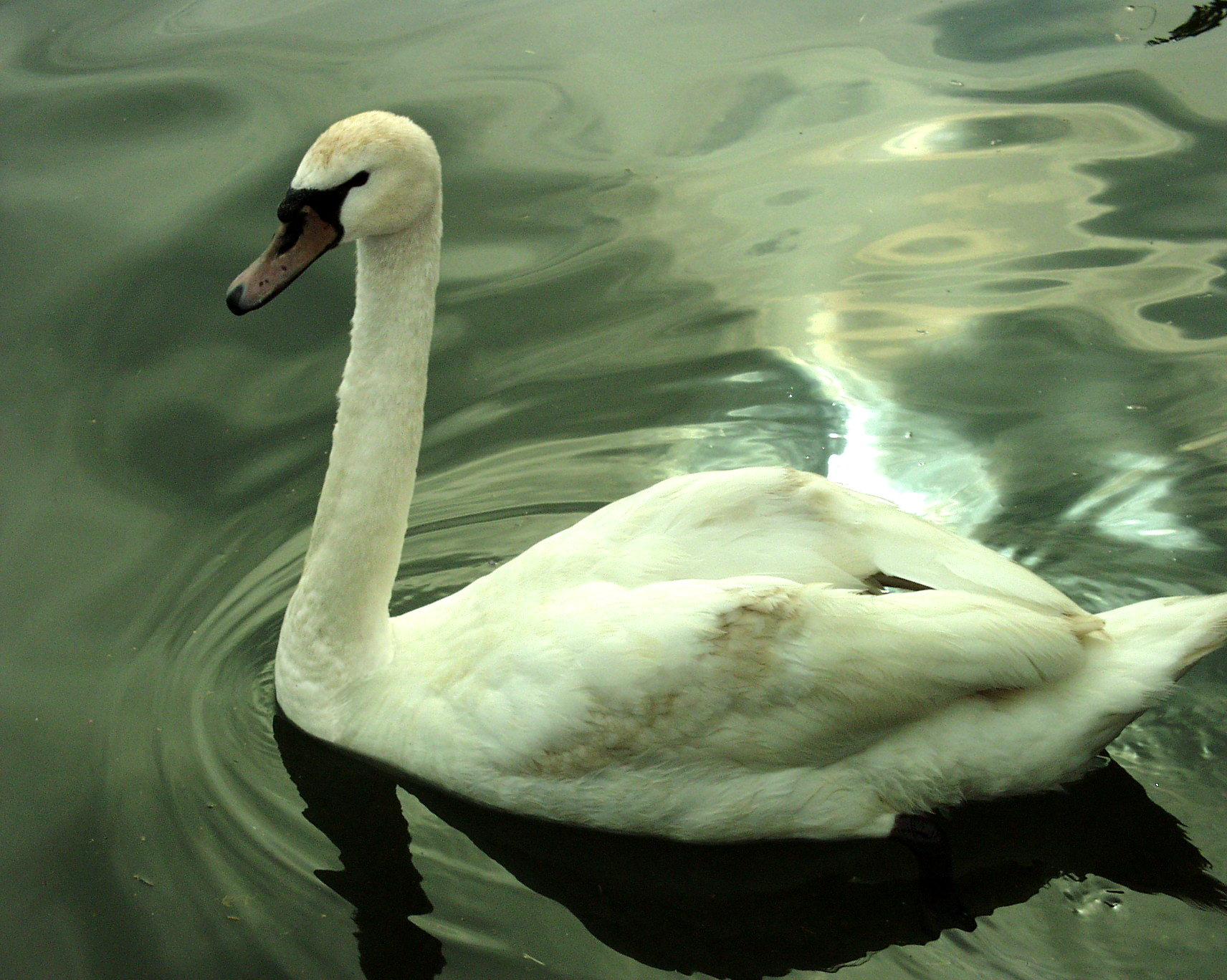
Doppler-hatás egy hattyú körül. A vízhullámok hullámhossza a hattyú előtt, amerre halad, kisebb, mint oldalt vagy mögötte

A felénk közeledő autó hangja magasabb, és mélyebb, amikor már távolodik (állandó sebesség esetén is).

### Csillagászat
A fény Doppler-effektusát sokféle módon felhasználják a csillagászatban. Ezt használják arra, hogy az égitestek irányunkba eső sebesség összetevőjét, a radiális sebességét meghatározzák. Meghatározható belőle, ha egy egyszeres csillagnak látszó valami tulajdonképpen egy szoros kettőscsillag, és meghatározható belőle a csillagok és galaxisok forgási sebessége is. A csillagok felszínének a rengésére is következtethetünk belőle.
A csillagászatban a Doppler-effektus felhasználásakor kihasználják, hogy a csillagok elektromágneses spektruma nem folytonos, hanem abszorpciós (elnyelési) vonalakat tartalmaz, melyek frekvenciája jól ismert, az atombeli elektronpályák energiájával van kapcsolatban. Ha az égitest mozog, akkor az elnyelési vonala eltolódik. Mivel a kék fény frekvenciája nagyobb, mint a vörösé, ezért a távolodó égitesté vörös irányba tolódik, a közeledőé kék irányba. A jelenséget vöröseltolódásnak, illetve kékeltolódásnak hívjuk.
A közeli csillagok közül a legnagyobb a radiális sebessége a Naphoz képest +308 km/s (BD-15°4041, más néven LHS 52, 81,7 fényévre) illetve −260 km/s (Woolley 9722, más néven Wolf 1106, illetve LHS 64, 78,2 fényévnyire). A pozitív sebesség jelenti a távolodást.
A távoli galaxisok vöröseltolódását az Univerzum tágulása okozza.

### Hőmérsékletmérés
A Doppler-effektus egy másik alkalmazása szintén többnyire a csillagászathoz kötődik, olyan gázok hőmérsékletének megmérése, melyek valamilyen jól látható spektrumvonalat bocsátanak ki. A gáz hőmozgása miatt a gázrészecskék egy része távolodik, a spektrumvonal vöröseltolódást szenved, a közeledőknél pedig kékeltolódást, tehát a spektrumvonal kiszélesedik. A vonal frekvenciaeloszlását Doppler-profilnak nevezik és a vonal (félérték?)szélessége arányos a gáz hőmérsékletének négyzetgyökével, lehetővé téve a hőmérséklet meghatározását a szélességből.

### Rádió-iránymérés
Folyamatosan sugárzó rádióadó irányának meghatározásához egy lehetséges módszer is a Doppler-effektuson alapul. A vevőállomáson speciális (elektronikusan) forgatott körsugárzó antennarendszer működik. Gyakorlatban 4-10 függőleges dipól egy vízszintes, kb. hullámhossz negyede sugarú körön egyenletes eloszlásban helyezkedik el. A vevőre egy antennaváltó elektronika kapcsolja sorban az antennákat (például 1 ms periódusidővel, azaz másodpercenként 1000-szer forog körbe). A vevő már úgy látja, mintha egyetlen antenna forogna (közeledne, illetve távolodna az adótól), a mi esetünkben másodpercenként 1000-szer. A vett jelben ez járulékos (1000 Hz-es) frekvenciamodulációt okoz, ami a további feldolgozás hasznos jele. Az antennaváltó elektronika és az előző jel fázisának (pozitív nullátmeneteinek idő-) különbsége adja az adó irányát. Az iránymérő mechanikus alkatrészt nem tartalmaz, így könnyen megvalósítható akár 100 ms hosszú (rövid) adás irányának azonosítása. A vett jel térereje nem befolyásolja a mérést, akár hullámhossznyi távolságban (közel) is működik.

### Radar
A Doppler vagy más néven impulzusdoppler rádiólokátorok a Doppler-effektus segítségével különböző tárgyak a radarhoz viszonyított sebességét tudják meghatározni. Ha egy céltárgy a jól visszaverő háttérhez nagyon közel halad, akkor, bár a hagyományos, a megtett utak különbségén alapuló módszerrel nem lehet felderíteni, a mozdulatlan háttérhez képest mozgó tárgyról visszaverődő elektromágneses sugárzás frekvenciája a Doppler-effektus miatt megváltozik, így az erre alkalmas lokátor képes a tárgy észlelésére. Modernebb repülőgép-fedélzeti rádiólokátorokkal így a föld közelében, illetve földháttérben haladó repülőeszközöket is észlelni lehet.
Földháttér fogalmán azt értjük, mikor a felderítő repülőgép magasabban halad a célgépnél, így visszaverő felület a célrepülőgépen kívül maga a földfelszín is. A felszín domborzatából eredő visszaverési torzulások miatt ilyen esetekben a célfelderítés jelentősen leromlik, bár az 1980-as évektől és később fejlesztett lokátorok a 2000-es években már jó hatásfokkal működnek. Vízfelszín-háttér esetén a reflexió jóval magasabb, ill. levegő esetében a repülőeszközön kívül egyéb zavaró tényező alig merül fel, kivételt a zavaróberendezések és a légköri viszonyok képeznek.
Felderítési nehézségeket okoz a Föld geoid alakja is, hiszen a felület görbülete miatt holttér, nem ellenőrizhető zóna alakul ki. Ezt is hivatottak kiküszöbölni a légiszállítású rádiólokátorok.

### Orvosi leképezés
Doppler- ultrahangos vizsgálattal az alsó végtagi verőerek szűkületét, elzáródását lehet felismerni, és a  verőeres keringést lehet  mérni.
Mélyvénás trombózis, és kezdődő visszerek diagnosztizálására is használják.
Színes Doppler-vizsgálattal nyomon lehet követni a vér áramlását.